# Темин, Понс де Лозьер
Понс де Лозьер (фр. Pons de Lauzières; 1553 — 1 ноября 1627, Оре), маркиз де Темин — французский военачальник, маршал Франции.

## Биография
Сын Жана (ум. после 1576), сеньора де Лозьера, де Сера и де Темина, губернатора Безье, рыцаря ордена короля, и Анн де Пюимиссон.
Служил с 17 лет, долгое время воевал в Лангедоке и Руэрге под командованием маршала Дамвиля. Согласно секретарю Пинару, участвовал в следующих акциях:
В 1570 году во взятии Сен-Жиля, мостовой башни и мельниц Люнеля, замка Бельгард;
В 1572 году во взятии Сен-Жени;
В 1573 году во взятии Старого Люнеля, Теффарга, замка Ковиссон, Лека, Монпеза, Сомьера, Киссака, Бофорского моста и Поммероля;
В 1574 году во взятии Бокера, Монпелье, Люнеля, Пезенаса;
В 1575 году во взятии Эг-Морта, Байярга, Алеса и его замка, Вильвьея, Эмарга и отвоевании Сомьера;
В 1576 году во взятии Лупьяна, Вальруа и Пюимиссона;
В 1577 году во взятии Тефана, Сеснона, в осаде Монпелье и бою под его стенами
В 1578 году в отвоевании Бокера;
В 1579 году во взятии Сен-Тибери.
В ноябре 1584 участвовал во взятии города и замка Клермон-де-Лодев и был там оставлен маршалом Монморанси в качестве губернатора с сотней солдат гарнизона.
После возобновления войны Темин содействовал Монморанси в подчинении Сен-Понс-де-Томьера, Лодева, Люнаса, Сен-Марселя, Вильпассана, Монжуара, Ажеля, Майяка, Эг-Вива, Мирпессе, Биза  (1585), Пепьё, Труля, Гожака, Англя, Сен-Жени, Треска, Вильнёв-д'Авиньона, Ла-Мота, Сент-Александра, Сент-Эстева (1586), Сент-Анастази (1588).
Сенешаль Керси и капитан роты из пятидесяти тяжеловооружённых всадников, в 1591 году в двух боях разбил отряд Монпеза и его брата маркиза де Виллара, состоявший из двух тысяч пехотинцев и четырёхсот кавалеристов. Братья, воевавшие на стороне Католической лиги, овладели несколькими городами в Керси, но во втором бою с Темином потеряли двести человек и весь обоз.
Став губернатором Монтобана, в марте 1592 начал кампанию, взяв несколько лигерских фортов в окрестностях города. В конце июня перебросил пятьдесят аркебузиров в Вильмюр, осаждённый герцогом Антуаном-Сипьоном де Жуайёзом и призвал герцога д'Эпернона оказать помощь крепости. Это вынудило Жуайёза отступить от Вильмюра. Сам Темин предпринял осаду замка Ла-Кур, но 8 июля был внезапно атакован отрядом Жуайёза из четырёхсот всадников и восьмисот аркебузиров, потерял пятьсот человек, обоз и две кулеврины. С боями отступив к лесу, он собрал рассеявшиеся войска и контратаковал, преследуя лигеров до ворот Мантеля, отбив кулеврины и взяв нескольких пленных.
После ухода Эпернона Жуайёз снова подошёл к Вильмюру и 10 сентября возобновил осаду, а 17-го проделал брешь. Темин, собрав сто двадцать кавалеристов и две сотни аркебузиров 20-го пробрался в крепость, на следующий день отразил атаку Жуайёза, 21-го в ходе вылазки отбросил полк, направленный тулузцами на помощь герцогу, засыпал осадные рвы и вынудил лигеров отвести батареи и переместить лагерь. Подошедшие части роялистов 19 октября дали Жуайёзу сражение, во время которого Темин с гарнизоном вышел из города и также атаковал лигеров. Взятые в два огня, части противника бросились бежать, потеряв двадцать восемь значков и знамён, две кулеврины, обоз и две тысячи человек убитыми, в том числе и своего командующего. Темин подчинил Керси, где затем долгое время был губернатором.
5 января 1597 был пожалован Генрихом IV  в рыцари орденов короля.
1 сентября 1616 Темин по королевскому приказу арестовал принца Конде и тем же вечером Мария Медичи объявила маркизу о назначении маршалом Франции.

Завистники не преминули изобразить удивление и высказаться по поводу того, насколько низко пало это звание, раз его дают за поручение, которое столь просто выполнить, но в то же время они были вынуждены признать, что он сослужил большую службу Генриху IV и весьма посодействовал удачными и блестящими делами крушению партии Лиги в Керси, Руэрге и Верхнем Лангедоке— Poullain de Saint-Foix G.-F. Histoire de l'Ordre du Saint-Esprit. T. II. — P., 1775, p. 300
18 января 1617 в Париже был назначен командующим Шампанской армией под началом герцога де Гиза. Патентом от 3 февраля набрал пехотный полк, 5 марта взял Рискур, где срыл укрепления, затем овладел Розуа, который оставили жители, и 10-го принудил к сдаче его замок. 15 марта маршал обложил Шато-Порсьен. Узнав, что мятежные принцы намереваются захватить королевскую артиллерию, транспортировавшуюся из Шалона, Темин выдвинулся с тремя конными сотнями и в шести лье от города сформировал конвой, который привёл в лагерь под Шато-Порсьеном. Город сдался 29-го, а его замок на следующий день. Гиз и Темин вступили в Шато-Порсьен 31-го. 3 апреля перед их армией открыл ворота Сизиньи, 9-го был осаждён Ретель. Проводя рекогносцировку, Темин отразил вылазку осаждённых, потерявших при этом тридцать человек пехоты, а выступившая ей на помощь кавалерия также была отброшена и в беспорядке отступила в город, сдавшийся 16 апреля. 24 апреля маршал д'Анкр был убит и гражданская война закончилась; полк Темина был распущен 1 мая.
Назначенный 26 апреля 1619 командовать в Гиени Темин 3 мая 1620 восстановил полк. 3 июля получил приказ действовать против сеньоров, вставших на сторону Марии Медичи. По окончании кампании маршал снова распустил полк.
20 апреля 1621 Людовик XIII назначил Темина губернатором Наварры и Беарна на место маркиза де Лафорса, снятого с должности после восстания в этих провинциях.
17 июня в лагере под Сен-Жан-д’Анжели Темин был назначен командующим Гиеньской армией герцога Майенского, а после смерти герцога 20 сентября командовал единолично. При осаде Монтобана защитники крепости в ходе вылазки едва не заклепали все орудия, но маршал вынудил гугенотов отступить обратно в город. 20 октября при помощи мины он обрушил укрепление, сооружённое перед равелином бастиона, и разместил там отряд, который осаждённые выбили с позиции следующей ночью. В декабре Темин осадил и взял городок Борнике.
22 января 1622 вместо губернаторства в Наварре и Беарне получил генеральное наместничество в Гиени, сменив на этом посту маршала Роклора. В новом качестве был зарегистрирован Бордосским парламентом 25 февраля.
Герцог д'Эльбёф командовал в Нижней Гиени, а маршал Темин в Верхней. 15 марта они атаковали Тоннен, форсировали шесть баррикад и захватили Нижний город, замок и бург Кюже, заставив гарнизон отступить в Верхний город. Атаку, предпринятую 28-го, осаждённые отразили. Маркиз де Лафорс, пришедший на помощь Тоннену, потерял в бою четыреста человек и был выбит с мельницы, где его войска пытались укрепиться. Вторично он был разбит 30 апреля, потеряв триста человек пехоты, всех пехотных капитанов, четыре знамени и три десятка кавалеристов. Темину, гнавшемуся за противником до лесных зарослей, стало дурно от усталости после трёхчасового боя и жара, вызванного лихорадкой, терзавшей его уже несколько дней. Тоннен капитулировал 14 мая.
В начале июня маршал обложил Сент-Антонен. Король прибыл под его стены 13-го и крепость 22-го сдалась на милость победителя. Чтобы помешать кальвинистам Верхнего Лангедока прийти на помощь мятежникам южной части провинции, Людовик оставил Темина с войсками в окрестностях Монтобана.
20 мая 1625, во время новой Гугенотской войны, маршал был назначен командовать армией в Лангедоке. 6 июня он разбил Монбрёна, вышедшего из Монтобана, и преследовал его до городских ворот, 22-го штурмом взял Боннак, 28-го замок Сен-Жермье и 29-го выдвинулся для рекогносцирования Кастра, под стенами которого разбил и убил начальника местной кавалерии, устроившего вылазку с пятьюдесятью всадниками. 30-го войска Темина начали опустошать окрестности. 1 июля в двух лье от Кастра маршал атаковал отряд из восьмисот пехотинцев и шестидесяти всадников, шедший на помощь осаждённым. Три попытки разбить противника были неудачны и на следующий день гугеноты вступили в город. Потерпев неудачу 8 июля, Темин на следующий день снял лагерь и 11-го осадил Сен-Поль и Ламьят, два городка, разделённые только мельничной дорогой. 15-го у маршала, завтракавшего у батареи, пуля разбила в руке стакан. Осаждённые, выбитые из Сен-Поля, перебрались в Ламьет, который капитулировал 16 июля. Затем Темин овладел Тийе, который был покинут жителями, узнавшими о приближении посланного против них отряда.
Получив сообщения о продвижении войск лидера мятежников герцога де Рогана, Темин 25-го двинулся ему навстречу. Гарнизон Брассака пытался помешать королевским войскам перейти реку Лагу, но был разбит 27-го в бою за переправу. 28-го маршал подчинил замок Коссе, Эсперанс и Прад. Герцог де Роган расположился во Вьяне, крепости, находившейся на почти неприступной вершине, защищённой выгодно расположенным бургом Пьерсегад, палисадами и хорошими укреплениями. 29-го Темин со шпагой в руке возглавил штурм Пьерсегада, которым овладел несмотря на сильный огонь из мушкетов и фальконетов, стоивший королевским войскам потери двух капитанов, двух лейтенантов, четырёх прапорщиков и семидесяти солдат. В бою было взято неприятельское знамя, а сам бург маршал приказал сжечь. Роган направил отряд пехоты на вражеские аванпосты, но Темин поспешил на помощь своим людям и отразил гугенотов, вернувшихся во Вьянский замок.
24 августа маршал осадил Кальмон. На третий день осады жители открыли ответный огонь, а затем бежали из города, и частью были настигнуты и изрублены. 3 сентября Темин взял форт Бурре. Мятежники покинули сожжённые королевскими войсками города Обонн, Ле-Борд и Сабара в графстве Фуа и отступили в Ле-Мас-д’Азиль. Форты Габр и Камарад были взяты и 5 сентября маршал обложил Ле-Мас-д'Азиль. Вздувшаяся от долгих дождей Ариза затопила осадные траншеи, 12 октября Темин предпринял неудачный штурм и 18-го снял осаду.
10 февраля 1626 Темин получил командование армией Пуату, Сентонжа и Они, вакантное по смерти маршала Пралена. Блокировав Ла-Рошель с суши и моря, он заставил жителей принять условия, выдвинутые королём. В марте Людовик приказал арестовать губернатора Бретани герцога Вандомского и распоряжением, данным 23 июня в Блуа назначил на его место маршала Темина, зарегистрированного Реннским парламентом 13 июля. Маршал вступил в Ренн 21 апреля 1627.
Отставленный в январе 1627 от генерального наместничества в Гиени, Темин набрал в Бретани и Нормандии четыре тысячи человек, которых надеялся лично вести на помощь осаждённому англичанами острову Ре, а в ожидании похода занимался сооружением в Морбиане крепости, которая должна была стать базой флота, предназначенного для действий против Испании. Во время этих работ он заболел и умер в Оре. Останки маршала были перевезены для погребения в Каор.

## Семья
1-я жена: Катрин д'Эбрар де Сен-Сюльпис (ум. после 1618), дочь Жана д'Эбрара, сеньора де Сен-Сюльписа, и Клод де Гонто
Дети:
- Антуан (ум. 4.12.1621), маркиз де Темин, кампмейстер Наваррского полка. В 1619 году убил на дуэли брата кардинала Ришельё. Убит при осаде Монтобана. Жена (31.12.1606): Сюзанна де Монтескью-Лассеран, дама де Монлюк, дочь Шарля де Монлюка, сеньора де Копена, и Маргерит де Балагье, дамы де Монталес, правнучка маршала Монлюка
- Шарль (ум. 11.12.1621), сеньор де Лозьер, убит при осаде Монёра. Жена (6.10.1618): Анн Абер де Монмор, дочь Жана Абера, сеньора де Монмора. Вторым браком вышла за Франсуа-Аннибаля д'Эстре, маршала Франции
- Клодин. Муж: Жан де Гонто, граф де Кабререс
- Глорианда. Муж (1.02.1622): Луи д’Арпажон (1601—1679), маркиз де Северак

2-я жена (12.1622): Мари де Лану (1595—1652), дочь Оде де Лану, сеньора де Монтрёя, и Мари де Ланнуа, внучка Франсуа де Лану, вдова Луи де Пьер-Бюфьера, сеньора де Шамбре, и Жоашена де Беллангревиля